# Intensità di corrente
L'intensità di corrente è una grandezza fisica scalare che misura la quantità di carica elettrica che attraversa la sezione di un conduttore entro un'unità di tempo. In elettrotecnica i portatori di carica con i quali si ha a che fare sono quasi sempre elettroni di carica elementare omogenea, così che l'intensità di una corrente elettrica è talora definita semplicemente come quantità di elettroni che passano per una certa sezione di conduttore in un dato periodo di tempo. L'intensità di corrente è solitamente indicata nelle formule dalla lettera {\displaystyle I} maiuscola. La sua unità di misura nel sistema internazionale di unità di misura è l'ampere, indicato con {\displaystyle \mathrm {A} }.
Una corrente di intensità pari a 1 ampere sposta {\displaystyle 6,24150948{\times }10^{18}} portatori di carica elementare in un secondo tra due capi di un circuito.

## Definizione
Per una corrente elettrica costante l'intensità di corrente è uguale alla quantità di carica elettrica {\displaystyle \Delta Q} (misurata in coulomb) che transita attraverso la sezione di un conduttore, fratto l'intervallo di tempo necessario per il transito, indicato con {\displaystyle \Delta t} e misurato in secondi:
{\displaystyle I={\Delta Q \over \Delta t}}
In generale l'intensità di corrente elettrica è definita come:
{\displaystyle i(t)\triangleq \lim _{\Delta t\to 0}{\frac {\Delta Q(t)}{\Delta t}}={\frac {\mathrm {d} Q}{\mathrm {d} t}}={\dot {Q}}}.
È possibile mettere in relazione l'intensità di corrente elettrica con la velocità di deriva delle cariche prese in considerazione. Si consideri una superficie infinitesima {\displaystyle dA,} il cui versore normale {\displaystyle \mathbf {\hat {n}} } formi un angolo {\displaystyle \theta } con il campo elettrico {\displaystyle \mathbf {E} }, e che quindi formi lo stesso angolo con la velocità di deriva delle cariche {\displaystyle {\vec {v}}_{d}\ }. In un intervallo di tempo {\displaystyle dt} lo spazio totale percorso dalle cariche è dato da {\displaystyle {\vec {v}}_{d}dt}; l'intensità di corrente che attraversa {\displaystyle dA} è:
{\displaystyle dQ=ne{\vec {v}}_{d}dA\cos {\theta }dt},
dove:
- {\displaystyle n} è il numero di cariche elettriche per unità di volume
- {\displaystyle e} è la carica elementare

Dividendo per {\displaystyle dt} si ottiene l'intensità di corrente infinitesima {\displaystyle di=ne{\vec {v}}_{d}\ dA\cos {\theta }}.
Definito il vettore densità di corrente elettrica come {\displaystyle {\vec {J}}\ =ne{\vec {v}}_{d}\ }, si riscrive {\displaystyle di={\bar {J}}\cdot {\hat {n}}dA}; ora la corrente elettrica {\displaystyle I} può essere calcolata integrando su tutta la superficie {\displaystyle a} ottenendo così:
{\displaystyle I=\int _{A}\mathbf {J} \cdot {\hat {n}}{\mbox{d}}A=\Phi _{A}(\mathbf {J} )},
che è anche il flusso attraverso la superficie {\displaystyle A} della densità di corrente {\displaystyle \mathbf {J} } misurata in ampere al metro quadrato, e dove {\displaystyle {\hat {n}}} è il versore normale alla superficie {\displaystyle A}, il prodotto {\displaystyle {\hat {n}}{\mbox{d}}A} è il vettore area e il punto denota il prodotto scalare.